# Sixto Sosa Díaz
Sixto Sosa Díaz (Tinaco, 20 ottobre 1870 – Caracas, 29 maggio 1943) è stato un vescovo cattolico venezuelano.

## Biografia
Nel 1881 iniziò gli studi nel collegio di Santa Ana di La Trinidad, fondato da suo zio Louis María Díaz. Passò al seminario di Calabozo nel 1887 e l'anno successivo fu nominato segretario del capitolo cattedrale. Fu ordinato prete il 21 dicembre 1894.
Fu segretario del direttore del seminario, Felipe Neri Sendrea, e quando questi fu innalzato all'episcopato fu suo familiare. Ottenuto il dottorato, fu nominato cerimoniere della cattedrale, segretario di camera del vescovo di Calabozo, canonico lettore e vicerettore del seminario.
L'11 febbraio 1903 fu nominato parroco di Altagracia de Orituco. Per la cura degli infermi abbandonati del luogo, aprì l'ospedale San Antonio e ne affidò la direzione a un gruppo di giovani volontarie guidato da Susana Paz Castillo Ramírez (poi religiosa con il nome di madre Candelaria): da questa comunità ebbe origine la congregazione delle Piccole sorelle dei poveri di Altagracia de Orituco, dette poi suore carmelitane venezuelane, di cui Sosa Díaz è considerato cofondatore.
Amministratore apostolico della diocesi di Guayana dal 1914, fu nominato vescovo titolare di Claudiopoli di Isauria e consacrato il 31 ottobre 1915. Nel 1918 fu trasferito alla sede residenziale di Guayana e nel 1923 passò alla nuova diocesi di Cumaná, che egli stesso aveva fatto erigere.
Morì nel 1943 a Caracas e le sue spoglie furono inumate nella cattedrale di Cumaná, edificata su sua iniziativa.

## Genealogia episcopale e successione apostolica
La genealogia episcopale è:
- Cardinale Scipione Rebiba
- Cardinale Giulio Antonio Santori
- Cardinale Girolamo Bernerio, O.P.
- Arcivescovo Galeazzo Sanvitale
- Cardinale Ludovico Ludovisi
- Cardinale Luigi Caetani
- Cardinale Ulderico Carpegna
- Cardinale Paluzzo Paluzzi Altieri degli Albertoni
- Papa Benedetto XIII
- Papa Benedetto XIV
- Papa Clemente XIII
- Cardinale Marcantonio Colonna
- Cardinale Giacinto Sigismondo Gerdil, B.
- Cardinale Giulio Maria della Somaglia
- Cardinale Carlo Odescalchi, S.I.
- Cardinale Costantino Patrizi Naro
- Cardinale Lucido Maria Parocchi
- Arcivescovo Carlo Pietropaoli
- Vescovo Sixto Sosa Díaz

La successione apostolica è:
- Vescovo Pedro Pablo Tenreiro Francia